# Malcolm Guthrie
Pour les articles homonymes, voir Guthrie.
Malcolm Guthrie, né le 10 février 1903, décédé le 22 novembre 1972, est un linguiste anglais, spécialiste des langues bantoues. Il est connu principalement pour son classement des langues bantoues qui, pour être parfois contesté, n'en demeure pas moins utile et sert de référence.
Dans son œuvre principale, Comparative Bantu: an introduction to the comparative linguistics and prehistory of the Bantu languages, parue en 4 volumes, entre 1967 et 1971, Malcolm Guthrie propose non seulement un classement des langues bantoues en fonction de leur proximité, mais en plus, il s'efforce de reconstituer une proto-langue bantoue à partir de 28 langues choisies plus ou moins au hasard. Sa reconstitution peut être contestée car un autre choix de langues pourrait donner des résultats différents, mais elle apporte des éléments intéressants de réflexion.

## Biographie
Guthrie est né à Hove, dans le Sussex en Angleterre, d’un père ingénieur écossais, et d’une mère néerlandaise.
Guthrie a aussi publié plusieurs ouvrages sur des langues bantoues comme le lingala, le bemba, le mfinu et le teke.
Guthrie est décédé d’un arrêt cardiaque à Londres le 22 novembre 1972.